# Liste der Biografien/Manh
Liste der Biografien |
Portal Biografien |
Personensuche
# |
A |
B |
C |
D |
E |
F |
G |
H |
I |
J |
K |
L |
M |
N |
O |
P |
Q |
R |
S |
T |
U |
V |
W |
X |
Y |
Z |
?
 
Ma |
Mb |
Mc |
Md |
Me |
Mf |
Mg |
Mh |
Mi |
Mj |
Mk |
Ml |
Mm |
Mn |
Mo |
Mp |
Mq |
Mr |
Ms |
Mt |
Mu |
Mv |
Mw |
Mx |
My |
Mz
 
Maa |
Mab |
Mac |
Mad |
Mae |
Maf |
Mag |
Mah |
Mai |
Maj |
Mak |
Mal |
Mam |
Man |
Mao |
Map |
Maq |
Mar |
Mas |
Mat |
Mau |
Mav |
Maw |
Max |
May |
Maz
 
Mana |
Manb |
Manc |
Mand |
Mane |
Manf |
Mang |
Manh |
Mani |
Manj |
Mank |
Manl |
Mann |
Mano |
Manp |
Manq |
Manr |
Mans |
Mant |
Manu |
Manv |
Manw |
Many |
Manz
Die Liste der Biografien führt alle Personen auf, die in der deutschsprachigen Wikipedia einen Artikel haben. Dieses ist eine Teilliste mit 29 Einträgen von Personen, deren Namen mit den Buchstaben „Manh“ beginnt.

## Manh

### Manha
- Manha, Mark (* 1975), US-amerikanischer Badmintonspieler
- Manhal, Elisabeth (* 1977), österreichische Politikerin (ÖVP), Landtagsabgeordnete
- Manhalter, Rudolf (1884–1946), österreichischer Politiker (CSP), Abgeordneter zum Nationalrat
- Manhard, Julia (* 1987), deutsche Skicrosserin
- Manhardt, Erich (1902–1973), österreichischer Bankmanager
- Manhardt, Eva (1937–2018), deutsche Schauspielerin, Hörspiel- und Synchronsprecherin
- Manhart, Ashton H. (1909–1969), US-amerikanischer Offizier, Generalleutnant der US-Army
- Manhart, Eduard (1880–1945), österreichischer Landschaftsmaler und Freskant
- Manhart, Heike (* 1993), österreichische Fußballnationalspielerin
- Manhart, Sebastian (* 1970), deutscher Pädagoge und Hochschullehrer
- Manhart, Sebastian (* 1975), österreichischer Handballspieler
- Manhayn, Michael (1800–1878), deutscher Advokat und Abgeordneter

### Manhe
- Manheim, Camryn (* 1961), US-amerikanische SchauspielerinCamryn Manheim (* 1961)

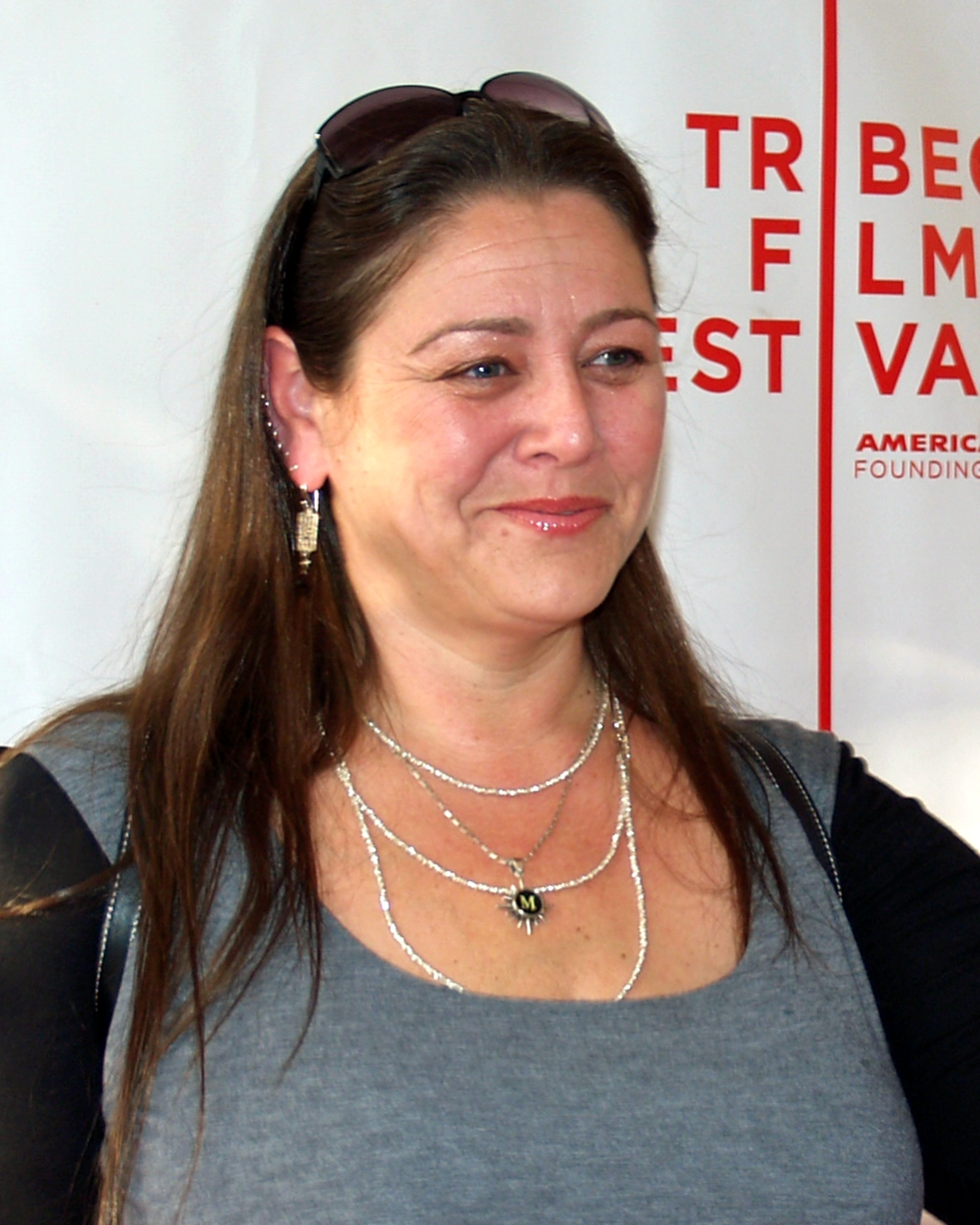
Camryn Manheim (* 1961)

- Manheim, Ernest (1900–2002), US-amerikanischer Soziologe
- Manheim, Milo (* 2001), US-amerikanischer Schauspieler
- Manheim, Ralph (1907–1992), US-amerikanischer Übersetzer
- Manheimer, Julie (1856–1929), deutsche Industriellengattin, Antisemitismusopfer
- Manheimer, Moritz (1826–1916), deutscher Kaufmann und Mäzen
- Manheimer, Valentin (1815–1889), deutscher Konfektionär
- Manheimer, Victor (1877–1942), deutsch-jüdischer Germanist und Bibliophiler
- Manhenke, Cord (* 1965), deutscher Handballspieler
- Manhenke, Volker (1939–2019), deutscher Naturwissenschaftler und Politiker (SPD)
- Manhercz, Krisztián (* 1997), ungarischer Wasserballspieler
- Manhès, Henri (1889–1959), französischer Oberst in der Résistance
- Manhès, Jean-Baptiste (1897–1963), französischer Langstreckenläufer

### Manhi
- Manhieddine, Kaddour (1944–2012), algerischer Radrennfahrer

### Manho
- Manhoef, Melvin (* 1976), niederländisch-surinamischer Kickboxer und Mixed-Martial-Arts-Kämpfer
- Manhoef, Million (* 2002), niederländischer Fußballspieler

### Manhu
- Manhusen, Christer (* 1941), schwedischer Diplomat